# Beilschmiedia purpurascens
Beilschmiedia purpurascens är en lagerväxtart som beskrevs av Hsi Wen Li. Beilschmiedia purpurascens ingår i släktet Beilschmiedia och familjen lagerväxter. Inga underarter finns listade i Catalogue of Life.